# Baile an Sceilg
Baile an Sceilg ("casa de les roques", en anglès Ballinskelligs) és una ciutat d'Irlanda, a la Gaeltacht del comtat de Kerry, a la província de Munster. Es troba al sud-oest de la península d'Iveragh.
Les roques que fan referència al nom de la vila són Skellig Michael i Little Skellig, una antiga colònia monàstica situada a la costa vora Ballinskellings. La vila també té una platja, el Priorat de Ballinskelligs de cànon regular agustí, i les restes del castell de Ballinskelligs.